# Covasacris
Covasacris is een geslacht van rechtvleugeligen uit de familie veldsprinkhanen (Acrididae). De wetenschappelijke naam van dit geslacht is voor het eerst geldig gepubliceerd in 1970 door Liebermann.

## Soorten
Het geslacht Covasacris  is monotypisch en omvat slechts de volgende soort:
- Covasacris pallidinota (Bruner, 1900)